# Manuel Viusà i Camps
Manuel Viusà i Camps (Barcelona, 14 de desembre de 1917 - París, 11 de febrer de 1998) fou un pintor i activista polític català, relacionat amb el Front Nacional de Catalunya i l'Exèrcit Popular Català. Únicament va ser membre del Front Nacional de Catalunya. N'era el delegat a França i, com a tal, tenia contactes amb altres dirigents de partits, no només catalans, sinó també espanyols, francesos i d'arreu del món.

## Biografia
Era fill d'un descarregador del port i d'una planxadora. Quan va esclatar la Guerra civil espanyola va lluitar com a voluntari al front d'Aragó amb la Columna Roja i Negra. Més tard va lluitar amb gent del PSUC a Bell-lloc d'Urgell i el 1938 fou fet presoner pels italians a Seròs. Internat en un camp de presoners a Valladolid, després de sis mesos va reeixir tornar a Barcelona. En acabar la guerra es va casar amb l'artista escultora Gertrudis Galí i Mallofré.
El 1939 va contactar amb Enric Pagès i Montesut i Lluís Sabaté i Rossignol, i es va unir al Front Nacional de Catalunya. A Barcelona se'n va encarregar de fabricar papers falsos per als fugitius indocumentats, de passar informació als aliats i de la redacció de l'òrgan del FNC, Per Catalunya. Però després de la caiguda de Jaume Martínez Vendrell i altres militants el 1946, hagué d'amagar-se. Fou un dels organitzadors del llançament de fulls volants durant l'entronització de la Mare de Déu de Montserrat el 1947, i el 1948 es va exiliar a França, on va rebre algunes condecoracions del govern francès.
Es va instal·lar a Canet de la Marenda (Rosselló), des d'on editava la revista Ariel i Per Catalunya. Fou un dels pintors catalans importants a la segona meitat del segle xx. La seva obra, figurativa, d'un post-impressionisme colpidor i melancòlic, és avui altament valorada als mercats d'art internacionals.
El 1956 parteix a París, des d'on es va dedicar a la tasca editorial i des d'on col·laborava molt activament amb el FNC, a la branca dirigida des de Mèxic per en Marcel·lí Perelló i Domingo. També organitzava els concerts a París de Raimon, Lluís Llach i Ovidi Montllor a final dels anys seixanta, i va dirigir les gestions davant el govern d'Alemanya per tal que Carme Ballester, vídua del president de la Generalitat de Catalunya, Lluís Companys i Jover, rebés una pensió com a reparació per víctima de guerra.
El 1979 fou acusat pel govern espanyol de ser un dels organitzadors de l'Exèrcit Popular Català (EPOCA), juntament amb Josep Maria Batista i Roca i Jaume Martínez Vendrell, i d'haver gestionat la compra d'armes al traficant catalano-suís Sporri. Nogensmenys, el govern francès va denegar la sol·licitud per no aportar cap prova. Tanmateix, això el va obligar a exiliar-se novament, aquest cop a Veneçuela, on va estar-se, junt amb la seva muller, prop de tres anys. El 1982 va tornar a Europa i va habitar entre Andorra la Vella i París. L’any 1988 Manuel Viusà va rebre la Creu de Sant Jordi de la Generalitat de Catalunya però no la va poder recollir personalment perquè no tenia permès entrar legalment a territori espanyol. Va morir exiliat a París l'11 de febrer de 1998.